# Porphyrinia elychrysi
Porphyrinia elychrysi är en fjärilsart som beskrevs av Jules Pièrre Rambur 1833. Porphyrinia elychrysi ingår i släktet Porphyrinia och familjen nattflyn. Inga underarter finns listade i Catalogue of Life.